# 佐藤千登勢
佐藤 千登勢（さとう ちとせ、1963年 - ）は、日本の歴史学者。専門はアメリカ現代史。筑波大学教授。アメリカ学会清水博賞受賞。元日本アメリカ史学会運営委員会代表。

## 人物
東京都生まれ。1986年一橋大学経済学部卒業。1988年一橋大学大学院経済学研究科修士課程修了。指導教官は平井規之で、本田創造ゼミ、油井大三郎ゼミにも所属。一橋大学大学院経済学研究科博士課程を経て、米国に留学し、1992年一橋大博士課程中退、1993年デューク大学大学院歴史学部博士課程修了。Ph.D取得。
米国でクリストファー・W・A・スピルマン（『戦場のピアニスト』で知られている、ヴァデゥワフ・シュピルマンの息子）と結婚。1994年、夫と共に帰国。1998年4月より西南学院大学文学部国際文化学科講師、2000年10月から西南学院大学文学部国際文化学科助教授、2004年から筑波大学大学院人文社会科学研究科助教授、2007年から筑波大学大学院人文社会科学研究科准教授。2013年筑波大学運営委員会代表。2015年筑波大学大学院人文社会科学研究科教授。
2003年に『軍需産業と女性労働』でアメリカ学会清水博賞受賞。

## 著書
- 『軍需産業と女性労働 第二次世界大戦下の日米比較』彩流社、2003年
- 『アメリカ型福祉国家の形成 1935年社会保障法とニューディール』筑波大学出版会、2013年
- 『アメリカの福祉改革とジェンダー 「福祉から就労へ」は成功したのか？』彩流社、2014年
- 『フランクリン・ローズヴェルト 大恐慌と大戦に挑んだ指導者』中央公論新社・中公新書、2021年

## 論文
- 「米国における移民労働者と低賃金労働」『経済』新日本出版社、2014年4月号
- 「動き出すアメリカとバイデン政権」『経済』2021年8月号（中本悟、宮﨑礼二、本田浩邦とのオンライン座談会）